# روبرت لي (ممثل)
روبرت لي هو ممثل صيني، ولد في 1924 في الصين، وتوفي في 1 ديسمبر 1986 في المملكة المتحدة.

## أعمال

### مسلسلات
- اعقل لغتك

## وصلات خارجية
- روبرت لي على موقع IMDb (الإنجليزية)
- روبرت لي على موقع قاعدة بيانات الفيلم (الإنجليزية)